# René Cattarinussi
René Cattarinussi (* 12. April 1972 in Tolmezzo) ist ein ehemaliger italienischer Biathlet.
Bei den Biathlon-Weltmeisterschaften 1996 in Ruhpolding gewann er die Bronzemedaille im Sprint. 1997 gewann er bei den Weltmeisterschaften in Osrblie Silber im Sprint und Bronze mit der Staffel. 2000 und 2001 konnte er im Sprint nochmals Bronze und Silber holen.
Im Jahr 2003 beendete er seine Laufbahn.
Bilanz im Weltcup
Die Tabelle zeigt alle Platzierungen (je nach Austragungsjahr einschließlich Olympische Spiele und Weltmeisterschaften).
- 1.–3. Platz: Anzahl der Podiumsplatzierungen
- Top 10: Anzahl der Platzierungen unter den ersten zehn (einschließlich Podium)
- Punkteränge: Anzahl der Platzierungen innerhalb der Punkteränge (einschließlich Podium und Top 10)
- Starts: Anzahl gelaufener Rennen in der jeweiligen Disziplin

| Platzierung | Einzel | Sprint | Verfolgung | Massenstart | Team | Staffel | Gesamt |
| ----------- | ------ | ------ | ---------- | ----------- | ---- | ------- | ------ |
| 1. Platz    |        | 1      |            | 1           |      |         | 2      |
| 2. Platz    |        | 3      |            |             |      | 2       | 5      |
| 3. Platz    | 1      | 4      | 1          |             |      | 4       | 10     |
| Top 10      | 7      | 25     | 13         | 5           | 1    | 25      | 76     |
| Punkteränge | 21     | 43     | 30         | 13          | 1    | 29      | 137    |
| Starts      | 38     | 67     | 35         | 13          | 1    | 29      | 183    |